# Orvasca sciasticta
Orvasca sciasticta is een donsvlinder uit de familie van de spinneruilen (Erebidae). De wetenschappelijke naam van de soort is, als Porthesia sciasticta, gepubliceerd in 1938 door Cyril Leslie Collenette.

## Synoniemen
- Euproctis tina Collenette, 1949
- Euproctis tengger Collenette, 1949